# 喬布鎮區 (密蘇里州俄勒岡縣)
喬布鎮區（英語：Jobe Township）是位於美國密蘇里州俄勒岡縣的一個行政鎮區。

## 地方資料
喬布鎮區的面積為54.05平方千米，當中陸地面積為53.82平方千米，而水域面積為0.23平方千米。根據2020年美國人口普查的數據，當地共有人口89人，而人口密度為每平方千米1.65人。